# فهرست سفیران ایالات متحده در شورای حقوق بشر سازمان ملل متحد
فهرست سفیران ایالات متحده در شورای حقوق‌بشر سازمان ملل متحد (انگلیسی: List of ambassadors of the United States to the United Nations Human Rights Council) نماینده دیپلماتیک ایالات متحده در شورای حقوق بشر سازمان ملل متحد است. مقر آن در نمایندگی ایالات متحده در سازمان ملل متحد و سایر سازمان‌های بین‌المللی واقع در ژنو، سوئیس می‌باشد. این عنوان به‌طور رسمی رتبه سفیر و نماینده ایالات متحده آمریکا در شورای حقوق بشر سازمان ملل متحد به‌شمار می‌رود.
تا سال ۲۰۰۶، این سمت معمولاً به عنوان سفیر ایالات متحده در شورای حقوق بشر سازمان ملل متحد شناخته می‌شد و با سازمان قبلی یعنی کمیسیون حقوق بشر سازمان ملل متحد ارتباط داشت. به‌طور رسمی به عنوان نماینده ایالات متحده در کمیسیون حقوق بشر سازمان ملل متحد نامیده می‌شد. درابتدا سمتی به عنوان سفیر نداشت اما بعداً سمت سفیر به رتبه‌هایش اضافه شد.

## تاریخچه
هیئت نمایندگی ایالات متحده در شورای حقوق بشر بخشی از مأموریت ایالات متحده در ژنو است و سایر سفرای ایالات متحده مستقر در ژنو سفرای ایالات متحده در سازمان ملل متحد و سایر سازمان‌های بین‌المللی در ژنو محسوب می‌شوند. از جمله سفیران مشهورتر ایالات متحده که در سازمان ملل متحد در نیویورک مستقر هستند عبارت هستند از سفیر ایالات متحده در سازمان تجارت جهانی و سفیر ایالات متحده در کنفرانس خلع سلاح.
به صورت مقدماتی کمیسیون حقوق بشر سازمان ملل متحد در آوریل ۱۹۴۶ ایجاد شد و سپس در ژانویه ۱۹۴۷ به صورت دائمی تشکیل گردید. النور روزولت بانوی اول سابق ایالات متحده به عنوان رئیس اولین کرسی آن انتخاب شد. او نقش مهمی در تشکیل و تصویب اعلامیه جهانی حقوق بشر در سال ۱۹۴۸ ایفا کرد. النور روزولت همچنین به عنوان نماینده ایالات متحده در کمیسیون حقوق بشر خدمت کرد. در ۱۹۵۱ او این کرسی را ترک کرد، اما به عنوان نماینده ایالات متحده در آن باقی ماند.
مانند سمت‌های معمول سفیران، کاندیداها توسط رئیس‌جمهور ایالات متحده انتخاب می‌شوند که البته تأیید سنای ایالات متحده نیز مورد نیاز است. اظهار نظر در مورد افرادی که این پست را اشغال می‌کنند اغلب با این تصورات مرتبط است که کمیسیون حقوق بشر ضد ایالات متحده است. و به ویژه ضد اسرائیل است. ایالات متحده برای دوره‌ای که از ۲۰۰۱ شروع شد، از کمیسیون حذف گردید. بعدها، ایالات متحده در ۲۰۱۸ از این شورا خارج شد.
علاوه بر النور روزولت، این سمت را برخی مشاهیر آمریکایی از جمله چهار عضو قبلی کنگره ایالات متحده برگزیدند که یکی از آنها جرالدینه فرارو، نامزد حزب دموکرات برای معاونت رئیس‌جمهور بوده است. جدیدترین فردی که این سمت را بر عهده داشت، کیث هارپر بود که از ژوئن ۲۰۱۴ تا ژانویه ۲۰۱۷ این سمت را برعهده داشت.

## سفیران
در زیر فهرستی براساس زمانبندی از کسانی که این منصب را با نام‌های مختلف در اختیار داشته‌اند آورده شده است. (مشخص نیست دقیقاً چه زمانی رتبه سفیر ایجاد شد)، اما از ارجاعات مختلفی که به نمایندگان به عنوان سفیر در سراسر دهه ۱۹۷۰ گفته می‌شد می‌توان زمانی برای آن در نظر گرفت. به عنوان مثال هنگامی‌که انتصابی از جانب رئیس‌جمهور صورت نمی‌گیرد یا تأیید نمی‌شود، یا عضوی از ایالات متحده در این نهاد حضور نداشته است.

### نماینده ایالات متحده در کمیسیون حقوق بشر سازمان ملل متحد
| عکس | سفیر           | شروع ترم | پایان ترم |
| --- | -------------- | -------- | --------- |
|     | النور روزولت   | ۱۹۴۷     | ۱۹۵۳      |
|     | مری لرد        | ۱۹۵۳     | ۱۹۶۱      |
|     | ماریتا تری     | ۱۹۶۱     | ۱۹۶۴      |
|     | موریس ب. ابرام | ۱۹۶۵     | ۱۹۶۸      |

### نمایندگان ایالات متحده در کمیسیون حقوق بشر سازمان ملل متحد با درجه سفیر
| عکس | سفیر                 | شروع ترم | پایان ترم |
| --- | -------------------- | -------- | --------- |
|     | ریتا هاوسر           | ۱۹۶۹     | ۱۹۷۲      |
|     | فیلیپ ئی. هافمن      | ۱۹۷۲     | ۱۹۷۵      |
|     | آلارد کی. لوونستین   | ۱۹۷۷     | ۱۹۷۷      |
|     | ادوارد مزوینسکی      | ۱۹۷۷     | ۱۹۷۹      |
|     | جروم جی. شستاک       | ۱۹۷۹     | ۱۹۸۰      |
|     | مایکل نواک           | ۱۹۸۱     | ۱۹۸۲      |
|     | ریچارد شیفتر         | ۱۹۸۳     | ۱۹۸۵      |
|     | ای. رابرت والاک      | ۱۹۸۶     | ۱۹۸۶      |
|     | آرماندو وایادارس     | ۱۹۸۸     | ۱۹۹۰      |
|     | جرالدینه فرارو       | ۱۹۹۳     | ۱۹۹۶      |
|     | نانسی روبین          | ۱۹۹۷     | ۲۰۰۰      |
|     | ریچارد اس. ویلیامسون | ۲۰۰۴     | ۲۰۰۵      |
|     | رودی بوشویتز         | ۲۰۰۵     | ۲۰۰۶      |

### نماینده ایالات متحده در شورای حقوق بشر سازمان ملل متحد، با درجه سفیر
| عکس | سفیر                 | شروع ترم | پایان ترم |
| --- | -------------------- | -------- | --------- |
|     | آیلین چمبرلین دوناهو | ۲۰۱۰     | ۲۰۱۳      |
|     | پیتر اف. مولرین      | ۲۰۱۳     | ۲۰۱۴      |
|     | کیث هارپر            | ۲۰۱۴     | ۲۰۱۷      |
|     | میشل تیلور           | ۲۰۲۲     | تاکنون    |